# Command & Conquer: Red Alert
Se även Red Alert (sång).
För Iphone-spelet, se Command & Conquer: Red Alert (Iphone).
Command & Conquer: Red Alert (eller enbart Red Alert) är ett realtidsstrategispel som utvecklades av Westwood Studios och släpptes 1996. Spelet använder samma spelmotor som Command & Conquer (som släpptes året innan) men med något förbättrad grafik, främst då SVGA-stöd redan vid lanseringen. Spelet har likt sin föregångare även flerspelarspelstöd.
Namnet Red Alert har flera betydelser: dels indikerar det den högsta hotnivån i många sammanhang, men Red kan dessutom tolkas som en anspelning på Sovjetunionen.
Spelet har fått flera uppföljare. Den första var Command & Conquer: Red Alert 2 från 2000 och dess tillägg Yuris Revenge. År 2008 släpptes Command & Conquer: Red Alert 3, även denna fick en expansion med namnet Red Alert 3: Uprising.
Spelet släpptes 5 juni 2020 i ny utgåva tillsammans med Command & Conquer med titeln Command & Conquer Remastered Collection.

## Handling
Under 1940-talet arbetade Albert Einstein med en tidsmaskin, kallad Chronosphere, som han år 1946 använder sig av för att personligen stoppa Adolf Hitler och därmed stoppa andra världskriget. Detta uppnås genom att färdas tillbaka i tiden (till 1924, då Hitler lämnade fängelset) och eliminera Hitler. Denna plan lyckas. Dock får den oanade och oönskade konsekvenser: när Hitler inte bygger upp den tyska krigsmakten och invaderar Sovjetunionen, kan istället Sovjetunionen invadera Europa.
Red Alert utspelar sig således i en alternativ verklighet i Europa under 1940-talet, där ett krig pågår mellan de allierade (en västeuropeisk allians) och Sovjetunionen.

## Rollfigurer

### Allierade
- Grand Marshal Günther von Esling – Tysk officer och överbefälhavare. Spelas av Arthur Roberts
- General Nikos Stavros – Grekisk officer, näst högste befälhavare till general von Esling. Spelas av Barry Kramer.
- Tanya Adams – En special-kommandosoldat. Spelas av Lynnie Litter.
- Professor Albert Einstein Tysk fysiker. Spelas av John Milford.
- General Carville – Officer från USA. Medverkar i Retaliation. Spelas av Barry Corbin.

### Sovjetunionen
- Josef Stalin – generalsekreterare för Sovjetunionen. Spelas av Eugene Dynarski.
- Nadia – Chef för NKVD. Spelas av Andrea C. Robinson.
- General Gradenko – Rysk befälhavare. Spelas av Allan Terry.
- Marshal Georgi Kukov – Befälhavare för Röda Armén. Spelas av Craic Cavanah.
- General Tupolov – Högt rankat sovjetiskt militärgeni och mentor till spelaren i Retaliation. Spelas av Alan Charof.
- Kane – Dold rådgivare till Josef Stalin. Spelas av Joseph D. Kucan.

## Expansioner

### Counterstrike och The Aftermath
1997 släpptes två expansionspaket för MS-DOS: Counterstrike och The Aftermath. Dessa expansioner innehöll nya enheter, uppdrag, flerspelarspelkartor samt även nya musikspår. Till Counterstrike medföljde ett pappersblad med morsekod och löste man koden fick man reda på att genom att hålla nere CTRL+SHIFT och samtidigt klicka på högtalaren i huvudmenyn öppnade sig tre hemliga uppdrag där man slogs mot jättemyror. The Aftermath var dock det expansionspaket som hade det mest originella innehållet däribland Chronostridsvagnen (som kan teleportera sig själv), fältmekaniker, missilbestyckad ubåt och en Teslastridsvagn.

### Retaliation
Retaliation släpptes 1998 endast för Playstation och var av samma karaktär som Counterstrike och The Aftermath, men därtill även filmsekvenser för varje uppdrag. Playstation-versionen av spelet har stöd för spelande med tillbehöret Playstation Mouse.

## Kopplingar till Tiberium-serien
Westwood Studios skapade Command & Conquer: Red Alert som en efterföljare till Command & Conquer, och genom fullmakt av Tiberium-serien som helhet.
Under den sovjetiska kampanjen syns Kane i ovanliga framträdanden som Josef Stalins rådgivare och historien antyder att han faktiskt varit anstiftare av världskriget mellan Sovjetunionen och de allierade nationerna i syfte att ytterligare befrämja målen för Brotherhood of Nod. Och Nadia, chefen för NKVD, Stalins älskarinna, och uppenbarligen en hemlighetsfull medlem i brödraskapet så tidigt på 1950-talet, informerar faktiskt spelaren att "bevara freden" tills Nod tröttat ut Sovjetunionen under sena 1990-talet på kampanjens framgångsrika slutförande. Kane skjuter dock henne utan förvarning, och förklarar till spelaren att han är framtiden. Dessutom, under den femte scenen i den allierade kampanjen, rapporterar en tv-hallåa om de allierades förlust av Grekland och plötsligt säger hon att FN är i färd med att åstadkomma en unik militär insatsstyrka som syftar till att förhindra globaliserade konflikter. Det antyds starkt att denna arbetsgrupp skulle vara "Special Operations Group Echo: Black Ops 9" - den dolda och internationella fredsbevakande enheten inom FN och föregångare till Global Defense Initiative, en av de två största och ikoniska fraktionerna i Tiberium-serien tillsammans med Brotherhood of Nod.
En mycket omdiskuterad teori som syftar att lösa den skenbara tidslinjens misstag som kom att existera mellan Command & Conquer: Tiberian Dawn och Command & Conquer: Red Alert 2 är att betrakta Red Alert som skapelsen av två parallella handlingar. Om den sovjetiska kampanjen skulle slutföras i Red Alert skulle Sovjetunionen träda fram som den dominerande eurasiska makten och Kane och Brotherhood of Nod skulle därefter ta kontroll över detta nya imperium. Om den allierade kampanjen skulle slutföras i Red Alert skulle de stå som segrare och tidslinjen skulle istället leda till händelserna i Red Alert 2. Enligt den förre Command & Conquer-designern Adam Isgreen är Tiberian Dawn dock i själva verket historien som följer händelserna i Red Alert de allierades kampanj, medan Red Alert 2 och Yuri's revenge äger rum i en annan parallell värld, som har skapats av ett nytt försök för att ändra det förflutna. Det innebär enligt Isgreen att Nikola Tesla var ansvarig för att ha uppmärksammat Scrin genom sina experiment, och därmed för ankomsten av tiberium på jorden.
När samlingspaketet Command & Conquer: The First Decade släpptes i februari 2006, delade Electronic Arts upp Command & Conquer-serien i tre skilda universum, med denna till synes bryter mot handlingen mellan Red Alert och Tiberium Dawn till en början förankras av Westwood Studios. Med efterföljande release av titeln Command & Conquer 3: Tiberium Wars i mars 2007, dock publicerad i ett dokument av Electronic Arts som hör till C&C3s historia där en tydlig referens till Kanes framträdande på 1950-talet i Command & Conquer: Red Alert görs.